# 朝ぐもの
「朝ぐもの」（あさぐもの）は、日本国憲法の公布を記念して制定された山形県の2代目の県民歌である。作詞・原まこと（原知一）、作曲・橋本國彦。

## 解説
山形県の初代、そして現行の県民歌は昭和天皇が皇太子時代の1925年（大正14年）10月に山形県を行啓した際の御製に曲を付けて1930年（昭和5年）に発表された「最上川」であり、戦前は長野県の「信濃の国」並びに「秋田県民歌」と合わせて“三大県民歌”と称せられていた。しかし、1945年（昭和20年）に太平洋戦争が終結した後は連合国軍最高司令官総司令部（GHQ/SCAP）が教育現場からの皇室賛美を徹底的に排除するよう指導したこともあり「最上川」は「山口県民歌」（初代）や熊本県の「菊池盡忠の歌」のように一切の演奏を禁止されたり「秋田県民歌」のように歌詞の一部が問題視されることこそ無かったものの、その制定経緯がGHQの指導と相容れないと判断されて演奏を自粛する措置が採られた。
1946年（昭和21年）に公布された日本国憲法が翌1947年（昭和22年）5月3日から施行されること先立って、憲法普及会山形県支部は同日に山形市で開催する憲法施行記念祝典で演奏するための新県民歌作成を企画し、歌詞を一般に募集した。入選作は東置賜郡宮内町（現在の南陽市）の原知一が「原まこと」の筆名で応募した「朝ぐもの」で、憲法施行記念祝典の席上において華々しく発表演奏が行われる。しかし「朝ぐもの」と同様に「信濃の国」の演奏自粛を受けて憲法普及会長野県支部の主導で制定された「長野県民歌」が不評でまたたく間に形骸化したのと同様、山形県の「朝ぐもの」も戦前から存在した「最上川」の人気を覆すことは無かった。決定打となったのは昭和天皇が制定当年の8月15日から17日にかけて山形県を行幸したことであると言われており、この際に飽海郡上田村（現在の酒田市）では女子青年団員350名が「最上川」を合唱して天皇を熱烈に歓迎したことが記録されている。
結果、翌1948年（昭和23年）刊の県勢要覧にこそ県民歌として「朝ぐもの」の歌詞と楽譜が掲載されたものの、同年には第32回日本陸上競技選手権大会開催を記念して作成された「スポーツ県民歌」（作詞：西條八十、作曲：古関裕而）が人気を博したこともあり「朝ぐもの」は県の行事でも演奏されることが無くなってしまう。憲法施行記念祝典以外での公的な行事での演奏記録としては、同年10月に西置賜郡白鷹町で開催された町民運動会で演奏されたことがわずかに確認できる程度である。
1952年（昭和27年）のサンフランシスコ講和条約発効後は飽くまで“慣例上”との断りを入れたうえで再び「最上川」が県民歌の地位を得るに至り、1981年（昭和56年）には「最上川」を正式に県民歌とする告示が行われたことに伴い「朝ぐもの」は廃止された。
現在長野県民歌は過去の県民歌として長野県ホームページに歌詞と楽譜が紹介されているが、この朝ぐものについては山形県ホームページに一切の言及や資料がない。